# 66号美国国道

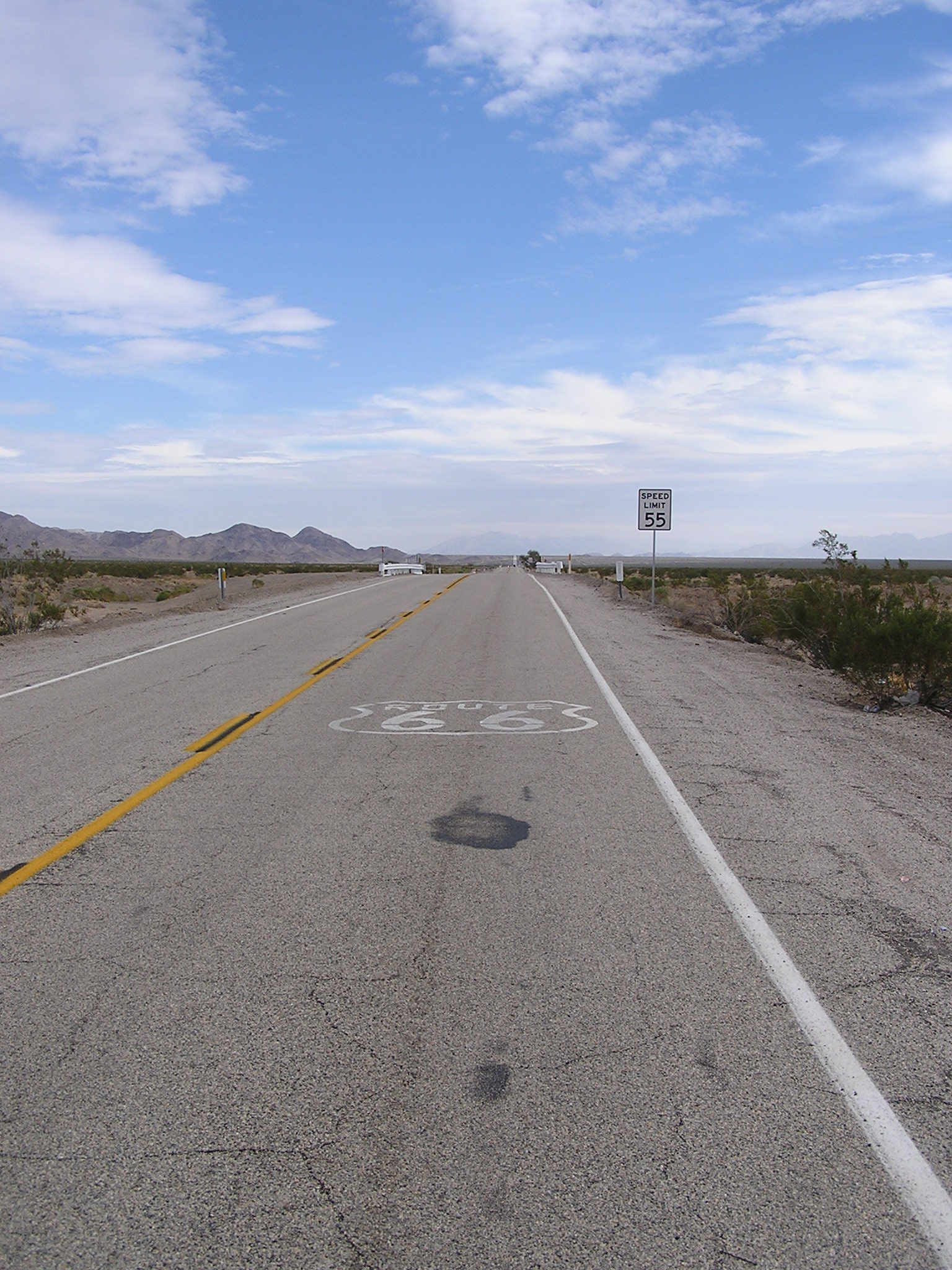
66號公路一景

66號美國國道（英語：US Route 66，又譯為美國66號公路），又名美國大街（Main Street of America）、母親之路（Mother Road）或威爾·羅傑斯公路（Will Rogers Highway，命名自美國諧星威爾·羅傑斯），是美國歷史上主要的交通要道之一。國道66號始建於1926年11月，由芝加哥一路連貫到洛杉磯。途經伊利諾州、密蘇里州、堪薩斯州、奧克拉荷馬州、德克薩斯州、新墨西哥州、亞利桑那州，最終抵達加利福尼亞州洛杉磯縣的聖莫妮卡，全長2,448英里（3,940）。在州際公路興起之後重要性逐漸被取代，利用率因而降低，而在1985年6月27日被正式從美國國道系統中刪除。它原來經過伊利諾州、密蘇里州、新墨西哥州和亞利桑那州的部分道路被劃為國家風景道路，稱作「66號歷史道路」（Historic Route 66）。有幾個州將原來66號國道的部分路段納入州內公路系統，並仍然使用66號公路的編號和標誌.

## 歷史

### 興起
儘管美國66號公路直到1938年才鋪設完成，一般認為它是在1926年4月30日於密蘇里州的誕生的。而在1927年，66號公路是美國最早的法律上認定的幾條公路編號之一。美國66號公路的大多路段平穩好走，因此往來旅客甚多，尤其深受卡車司機的青睞。
- 1930年代的黑色風暴事件時期，許多家庭通過它遷至美國西部的加利福尼亞以農為生，開拓新生活。
- 在經濟大蕭條時期，66號公路也給定居在它附近的人們帶來了希望：隨著客流量的增多，一些路邊小規模企業應運而生，例如加油站、餐館、汽車旅館等。
- 第二次世界大戰期間，因為加利福尼亞州與軍備生產相關行業的發展，更多的人通過66號公路向西遷移。原本就十分繁忙的公路，又成為了運輸軍用物資的主要道路之一，使其更加興盛。
- 1950年代，66號公路成為了去洛杉磯度假者的首選線路。由於它橫穿佩恩特沙漠，毗鄰大峽谷，又途徑亞利桑那州的隕石坑，使得當地旅遊業迅速發展，這一現象又轉而促進了各種新興行業的興旺。
- 這條公路也為許多連鎖賣場奠基，早在1920年代，隨著人口的增加，連鎖店開始在公路旁開設大型賣場以增加業務和銷售。

### 路線變化

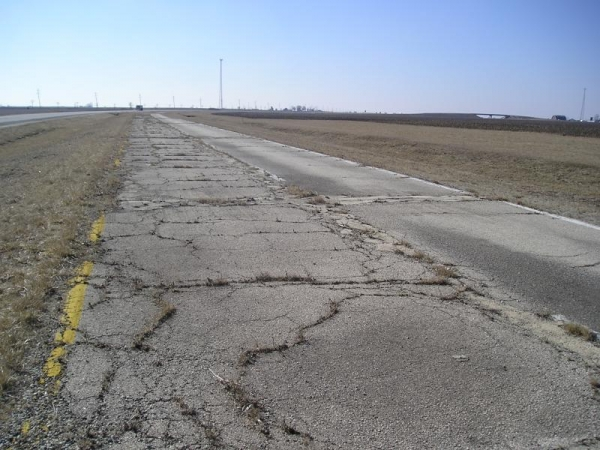
在伊利諾州中部一段被廢棄的早期66號公路, 攝於2006年

美國66號公路多處路段曾經經歷了重大的變化。

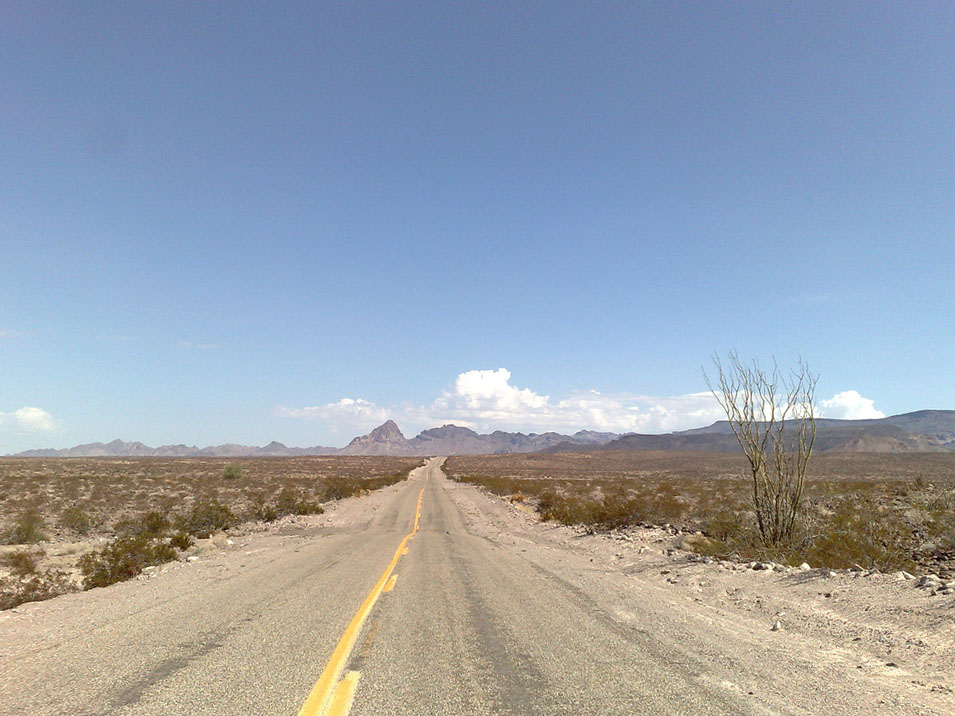
66號公路往亞利桑那州奧特曼, 攝於2007年

1930年，在伊利諾伊州和東聖路易之間，66號公路被轉移往更東邊到大約現在55號州際公路（I-55）的地方，而原駛路線大致是循著目前伊利諾伊州4號公路（IL-4）。
1940年，洛杉磯的第一條高速公路塞科溪畔公園大道（Arroyo Seco Parkway）被納入了66號公路，這段就是後來著名的帕薩迪納高速公路。
1953年，通過黑山地區的奧特曼公路完全被亞利桑那州金曼和加州尼德爾斯之間的新公路取代。到1960年代，亞利桑那州奧特曼幾乎成為被廢棄的鬼鎮。
自1950年代以來，隨著眾多州際公路的興建，66號公路逐漸變成為州際公路的備援替代道路，甚至它的道路編號也被移轉取代。而在1965年頒布的公路美化法案（Highway Beautification Act）嚴格限制了在新的州際公路旁設立廣告招牌，使得在舊66號公路上的商家更不容易招攬到生意，使得這些商家不得不結束營業，66號公路也因而愈加荒涼。
66號公路在經過大城市時，會圍繞它的周邊通過以避開市中心的繁忙交通，例如伊利諾伊州的、密蘇里州的聖路易、羅拉、喬普林，以及奧克拉荷馬市。

### 衰落
美國66號公路使命的終結，始於1956年艾森豪總統大力推動的《州際公路法案》。1919年作為一名年輕軍官時的經歷深深影響了他，因此他十分期望美國也能擁有像德國一樣便捷的高速公路，並認為這是國家保衛系統中必不可少的一環。
1960年代後期，隨著州際公路的修建和投入使用，越來越多的人樂於享受更快速便捷的交通網絡，66號公路逐步遭到遺棄，不再被使用。1985年，被正式廢除。

### 廢除之後

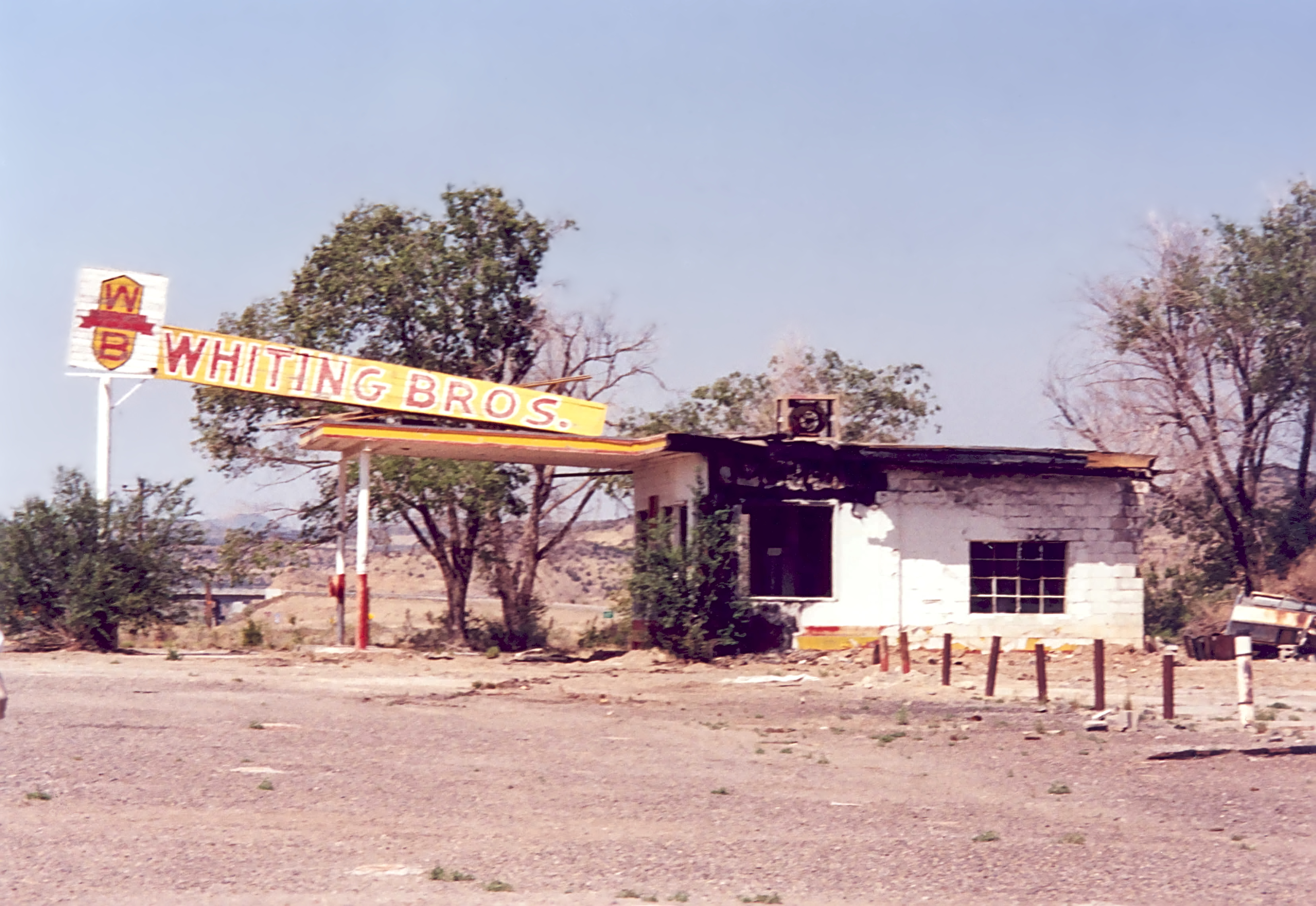
一間被廢棄的加油站，在66號公路沿線類似這樣的舊設施正被設法保留

一些路段變為州內公路，一些成為地方公路，還有一些淪為私人車道，甚至直接被遺棄。儘管完整不間斷地從芝加哥經66號公路開車去洛杉磯早已成為過去，但許多原先的線路以及替代線路還是可以通車的。
另外，即使作為州內公路，在一些地方人們依然沿用了它的“66”這個名字，一些國道以及分佈於老公路周圍的市內道路也保留著“66”這個數字。

### 復興
從1987年開始，各種關於66號公路的團體、協會陸續成立。1990年，密蘇里州宣佈此路為“州歷史公路”。許多當地群體甚至直接把有關於“66”的圖案印在路面上，還有一些人努力去保存66號公路邊的老汽車旅館和霓虹燈。1999年，克林頓總統簽署了國家66號公路保護法案，撥款1千萬美金作為基金，用以保護、修復分佈於公路不同路段有歷史價值的景點。經過各方努力，原本已經消失的美國66號公路，又重新回到了地圖上。

## 線路介紹

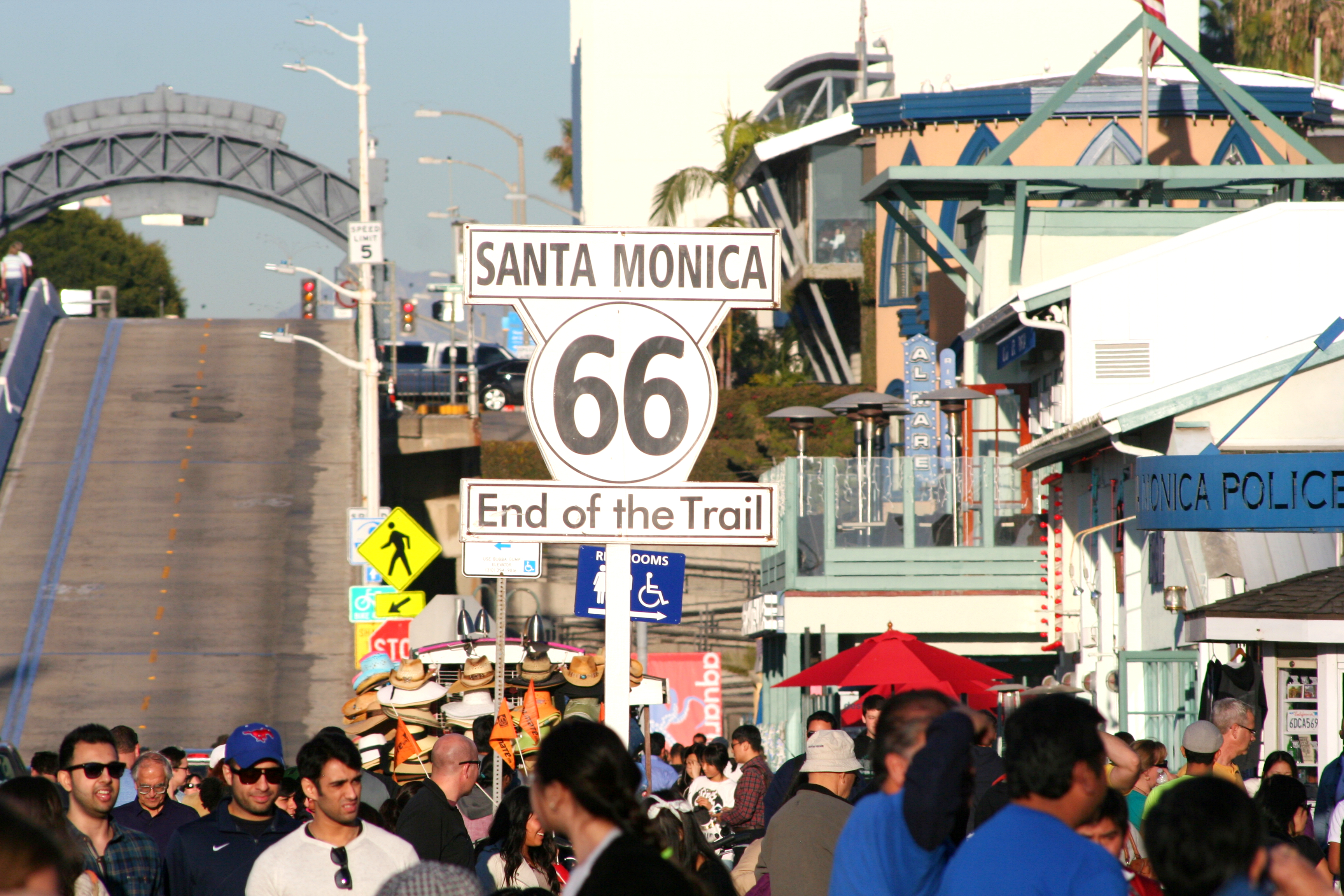
在聖塔莫尼卡碼頭的66號公路西部終點標誌

### 加利福尼亞州

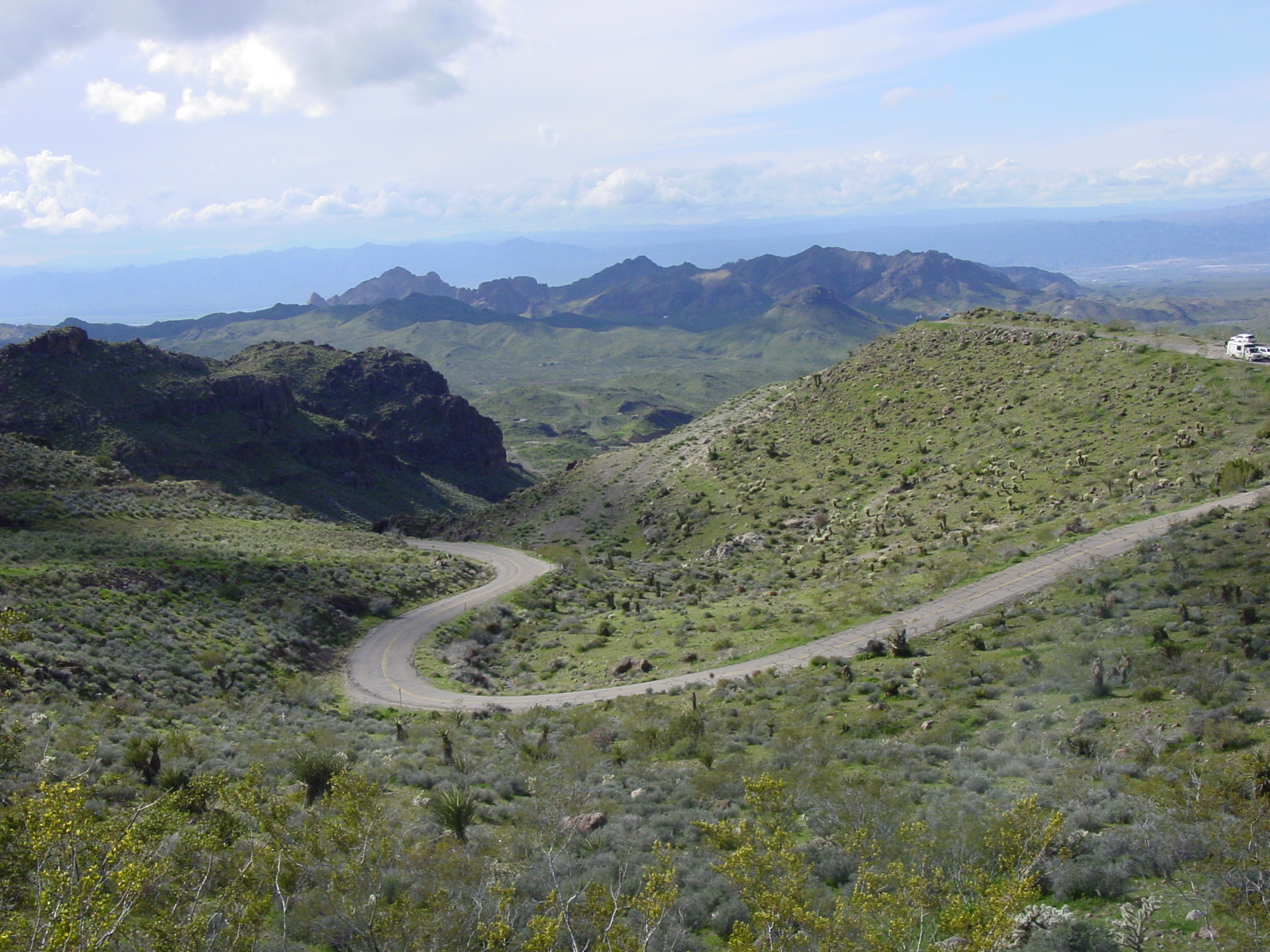
亞利桑那州金曼和奧特曼之間的66號公路

66號公路的西端終點處於加利福尼亞州聖塔莫尼卡的太平洋海岸公路。它在加利福尼亞州橫跨315英里（507），並沿途與美國101國道以及加利福尼亞5號、15號、40號洲際公路相交。

### 亞利桑那州
在亞利桑那州的路段有401英里（645），在許多路段上與40號州際公路平行，穿越托泊克峽（Topock-Gorge），經過鬼鎮奧特曼 。而在金曼和賽里格曼之間的道路，仍被標示為亞利桑那州66號公路（SR 66）。

### 新墨西哥州
在新墨西哥州的路段有380英里（612），西半段經過數個美洲原住民保留區 ，東段經過大城阿布奎基和聖塔菲。如同在亞利桑那州一樣，新墨西哥州的這段公路也大致與40號洲際公路平行。

### 德克薩斯州
66號公路穿過德州北緣，全長178英里（286），這裡也是整條公路的中間點。

### 奧克拉荷馬州與堪薩斯州
66號公路在奧克拉荷馬州跨越了267英里（430），在奧克拉荷馬市以西被標示為40號州際公路，奧克拉荷馬市以東則為奧克拉荷馬州66號公路（SH 66）。再往東邊就進入堪薩斯州，這段路全長只有13.2英里（21）。

### 密蘇里州
在這一路段全長292英里（470），經過了喬普林、以及聖路易。途中會經過紅巨人漢堡－世界上第一家得來速（音譯自 Drive-thru）服務商店。

### 伊利諾州

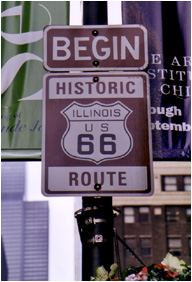
在芝加哥亞當斯街（Adams Street）的66號公路標誌

66號公路跨越密西西比河在東聖路易進入伊利諾州，在州境內全長301英里（484），經過卡霍基亞遺址－美國僅有的21個世界遺產中的一個，並經伊利諾州首府春田市 ，最後進入芝加哥抵達密西根湖畔，這裡是66號公路的東端終點。

## 流行文化
- 《66號公路》（Route 66）：一齣在1960年時開播的美國電視連續劇。
- 《憤怒的葡萄》（The Grapes of Wrath）：美國作家約翰·史坦貝克的長篇小說，是一部美國社會紀實文學。記錄了主角在66號公路上發生的故事。後來被改編為同名電影。
- 《在66號公路上找樂子》（(Get Your Kicks on) Route 66）：爵士作曲家兼演員鮑比·特魯普（Bobby Troup）畢生最有名的一首歌曲。後來經知名歌手納金高（Nat King Cole）發行，使這首歌成為當時的熱門歌曲。
- 《汽車總動員》（Cars）：由皮克斯動畫出品的2006年美國卡通電影。故事舞臺「油車水鎮」（Radiator Springs）被設定成一個位在66號公路上的沒落西部小鎮。
- 《鬥陣特攻》（Overwatch）：一張護送地圖。

## 外部連結
- Official Website of Historic Route 66 (National Scenic Byway) in Illinois